# Kalkaska
Kalkaska è un villaggio degli Stati Uniti d'America, situato nello Stato del Michigan, nella contea di Kalkaska, della quale è il capoluogo.